# Priorato de Comberoumal
El priorato de Comberoumal está situado en la comuna de Saint-Beauzély (occitano: Sent Bausèli), en el departamento francés de Aveyron. Pertenecía a la orden monástica de los grandmontans  fundado alrededor de 1076 por san Esteban de Muret, basándose en las reglas de san Benito, de san Agustín y en la austeridad. Esta austeridad hizo que los máximos dirigentes de sus centros fueran priores, no tuvieron abades hasta que Juan XXII los reformó.

## Historia

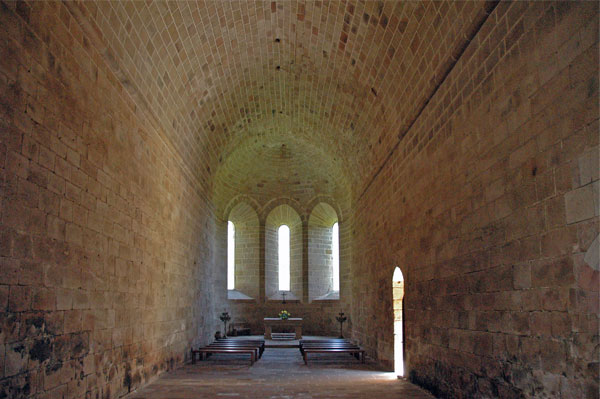
La iglesia.

La celda de Comberoumal fue fundada por los condes de Rodéz (Aveyron) antes del 1189. Poco después, en 1193, Alfonso II de Aragón les dio unos molinos para su subsistencia, donación confirmada por su hijo Pedro el Católico, que además les ofreció protección (1206). En 1289 la comunidad vendió los molinos para adquirir unos más cercanos, además de ganado y la explotación de los bosques.
Consta que en 1285 la comunidad tenía cuatro miembros y que en 1317 (cuando se reformó la orden) el lugar fue unido con el priorato de Sant Michel de Grandmont.
En el siglo XV el cenobio sufrió destrozos efectuados por los soldados mercenarios que participaban en la Guerra de los Cien Años. A pesar de su independencia del obispado, François d'Estaing, obispo de Rodez, visitó el cenobio en 1507.
Durante el siglo XVII se hicieron obras de restauración, pero en una visita del 1668, el lugar consta como abandonado. En 1768 la comunidad tenía dos miembros y debido a la  Revolución fue vendido en 1791. En 1820 pasó a manos de la familia que aún actualmente es la propietaria.

## Edificios

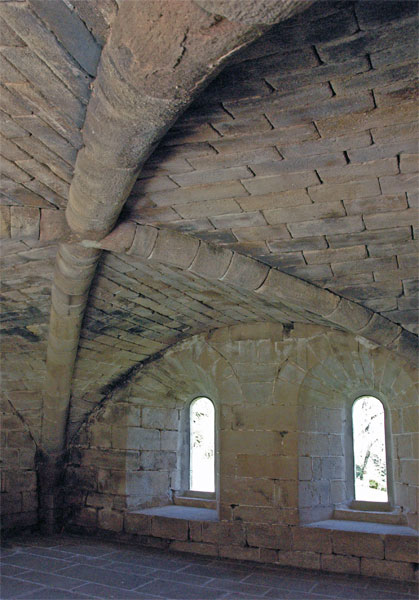
La sala capitular.

Una parte del complejo monástico se ha restaurado y otra continúa adaptada como residencia de los propietarios.
El edificio más interesante es la iglesia, que siguiendo las costumbres de la orden de los grandmontans, es muy austera. Se trata de una nave rectangular, sin decoración, con tres ventanales en el ábside semicircular y otro en el muro del fondo. Está cubierta con bóveda apuntada, separada de los muros por una moldura. La puerta principal, también con arco apuntado, tiene dos columnas con capiteles simples a cada lado. Una segunda puerta da paso al claustro.
El claustro ha desaparecido, únicamente se conserva el patio donde está situado. En el lado de levante ya cerca de la iglesia se encuentra el paso hacia el cementerio, junto a la sala capitular, con una fachada con tres arcadas separadas por columnas. Más allá se sitúa la bodega. En el piso superior estaba el dormitorio de los monjes.
Los edificios de los otros dos lados del claustro se utilizan como residencia particular.

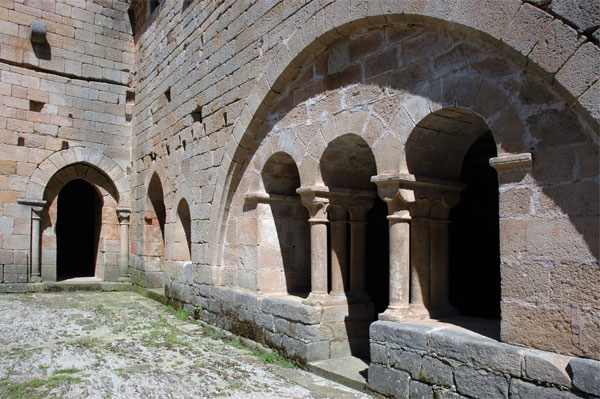
Entrada a la sala capitular.
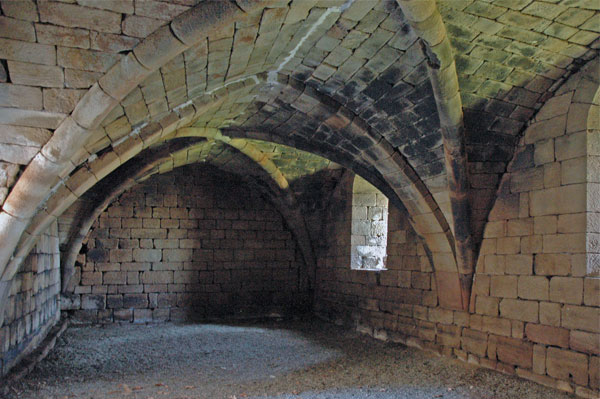
La bodega.